# Заплава річки Стир
Запла́ва рі́чки Стир — гідрологічний заказник місцевого значення в Україні. Об'єкт природно-заповідного фонду Рівненської області. 
Розташований у межах Дубенського району Рівненської області, між селами Чекно і Яловичі. 
Площа 200 га. Статус надано згідно з рішенням обласної ради від 27.05.2005 року № 584. Перебуває у віданні Ярославицької сільської ради. 
Статус надано з метою збереження природного комплексу в частково заболоченій правобережній запаві річки Стир. 